# カロリーヌ・シャンプティエ
カロリーヌ・シャンプティエ（Caroline Champetier、1954年7月16日 - ）は、フランスの撮影監督、映画監督である。日本語では「キャロリーヌ・シャンプティエ」とも表記される。

## 経歴
1954年7月16日、パリに生まれる。高等映画学院で学んだ。シャンタル・アケルマンやブノワ・ジャコー、レオス・カラックスらの監督作品で撮影を担当している。2009年に開催された第22回東京国際映画祭では、コンペティション部門の審査委員を務めた。2009年から2012年までのあいだ、フランス撮影監督協会の会長を務めた。

## フィルモグラフィー
特記のない作品は撮影を担当。

### 長編映画
- 北の橋 Le Pont du Nord （1981年）
- ゴダールのマリア Je vous salue, Marie / Le Livre de Marie （1985年）
- 映画というささやかな商売の栄華と衰退 Grandeur et décadence d'un petit commerce de cinéma （1986年）
- アリア Aria （1987年）
- ゴダールのリア王 King Lear （1987年）
- 右側に気をつけろ Soigne ta droite （1987年）
- 彼女たちの舞台 La Bande des quatre （1988年）
- デザンシャンテ La Désenchantée （1990年）
- ギターはもう聞こえない J'entends plus la guitare （1991年）
- 魂を救え! La Sentinelle （1992年）
- ゴダールの決別 Hélas pour moi （1993年）
- シングル・ガール La Fille seule （1995年）
- アリスの出発 En avoir (ou pas) （1995年）
- ポネット Ponette （1996年）
- ドライ・クリーニング Nettoyage à sec （1997年）
- 溺れゆく女 Alice et Martin （1998年）
- 夜風の匂い Le Vent de la nuit （1999年）
- マチューの受難 Selon Matthieu （2000年）
- H story （2001年）
- ソビブル、1943年10月14日午後4時 Sobibor, 14 octobre 1943, 16 heures （2001年）
- デュラス 愛の最終章 Cet amour-là （2001年）
- イカレた一夜 Carrément à l'ouest （2001年）
- 不完全なふたり Un couple parfait （2005年）
- 殺し屋 Le Tueur （2007年）
- 七夜待（2008年）
- TOKYO!（2008年）
- 神々と男たち Des hommes et des dieux （2010年）
- ホーリー・モーターズ Holy Motors （2012年）
- ハンナ・アーレント Hannah Arendt （2012年）
- 画家モリゾ、マネの描いた美女～名画に隠された秘密 Berthe Morisot （2012年） - 監督・撮影
- 不正義の果て Le Dernier des injustes （2013年）
- チャップリンからの贈りもの La Rançon de la gloire （2014年）
- めぐりあう日 Je vous souhaite d'être follement aimée （2015年）
- 夜明けの祈り Les Innocentes （2016年）
- 田園の守り人たち Les Gardiennes （2017年）
- アネット Annette (2021年)

### テレビ映画
- 危険な関係 Les Liaisons dangereuses （2003年）

## 受賞
- 2011年 - 第36回セザール賞 - 最優秀撮影賞（『神々と男たち』）[8]
- 2012年 - 第48回シカゴ国際映画祭 - 最優秀撮影賞（『ホーリー・モーターズ』）[9]

## 関連文献
- Payen, Bernard (2014年). “Caroline Champetier”. La Cinémathèque française. 2019年4月13日閲覧。